# Castello Charles
Il castello Charles (pron. fr. AFI: [ʃaʁl] - in francese, Château Charles) è una casaforte medievale valdostana. Rappresenta uno dei due castelli del comune di Perloz: l'altro, il castello dei Vallaise, si trova poco distante nel borgo.

## Storia
Il castello Charles venne costruito nel XVII secolo dalla famiglia Vallaise che lo abitò sino agli inizi del secolo successivo quando la proprietà passò ai Savoia. Vittorio Amedeo II cedette la struttura al notaio Jean Charles, noto personaggio che nel 1706 era riuscito con la propria diplomazia e influenza ad allontanare i Francesi di Luigi XIV che assediavano Bard, dove era giudice reale. In tale occasione Charles venne anche nobilitato.
La famiglia Charles venne espropriata dei propri terreni con l'avvento della Rivoluzione francese e della Repubblica Subalpina: nel 1793, infatti, la proprietà venne concessa a un tale Pierre-François che la utilizzò per scopi agricoli.

La facciata laterale
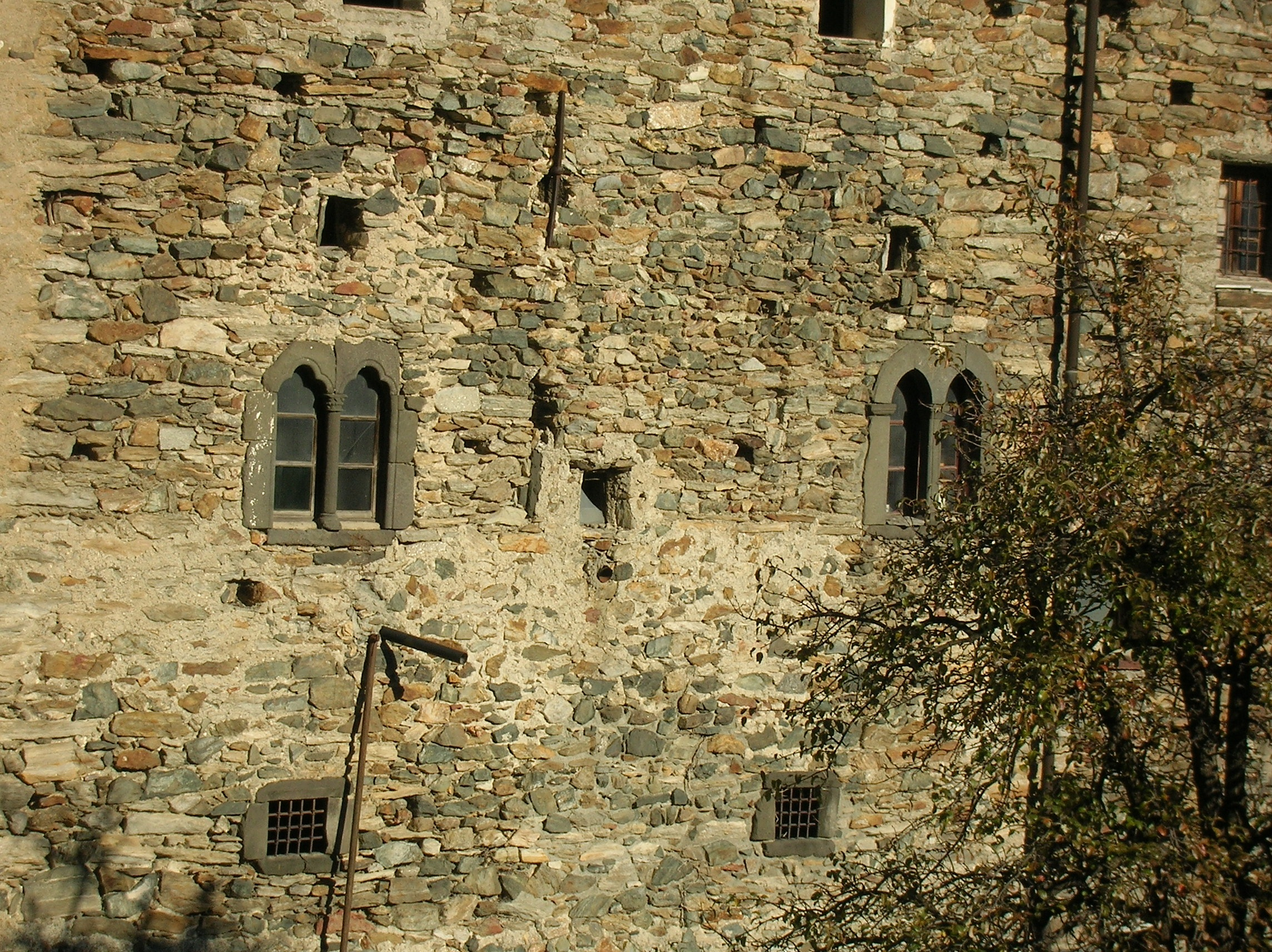
Elementi architettonici della facciata
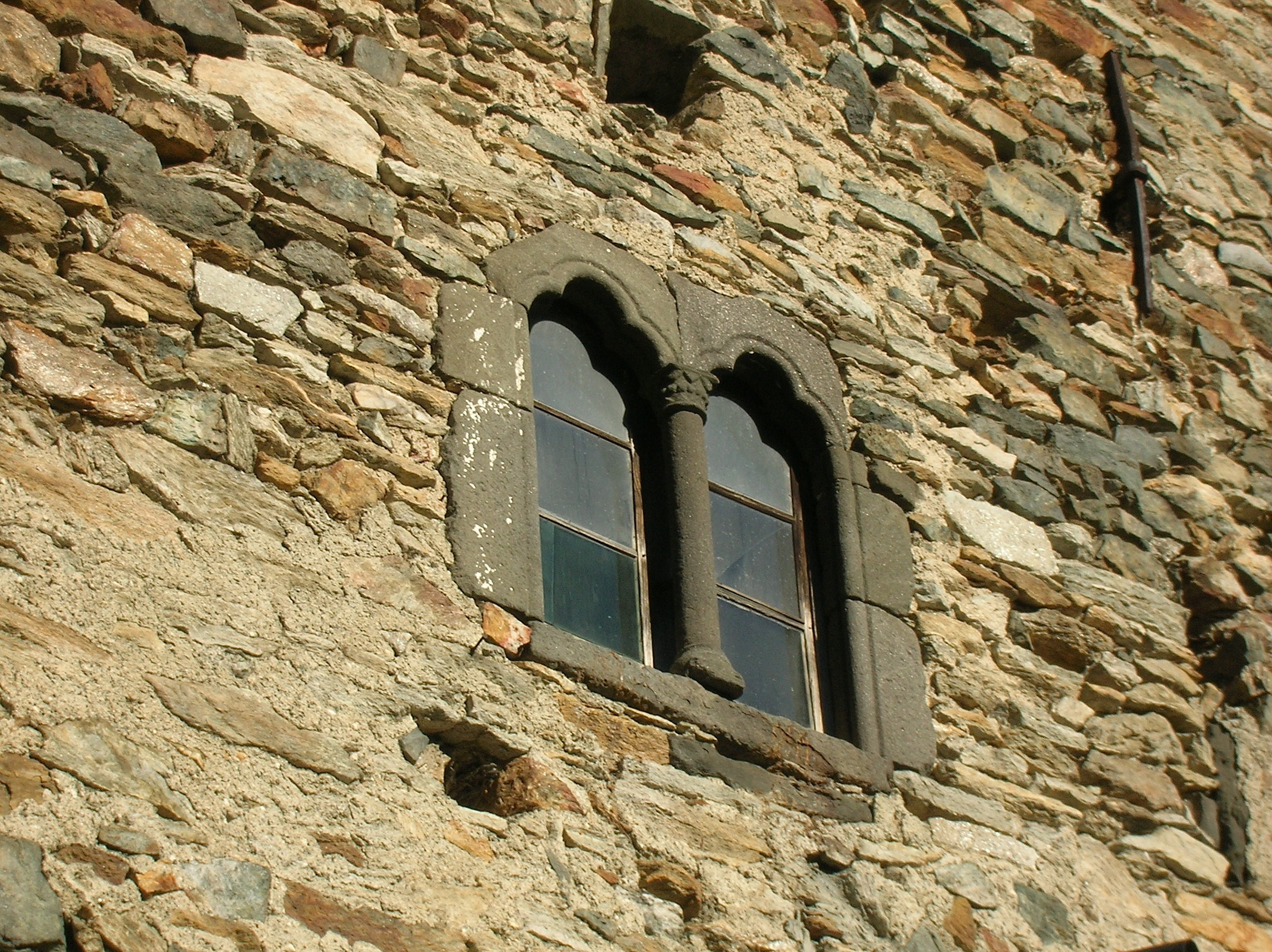
Dettaglio di una bifora
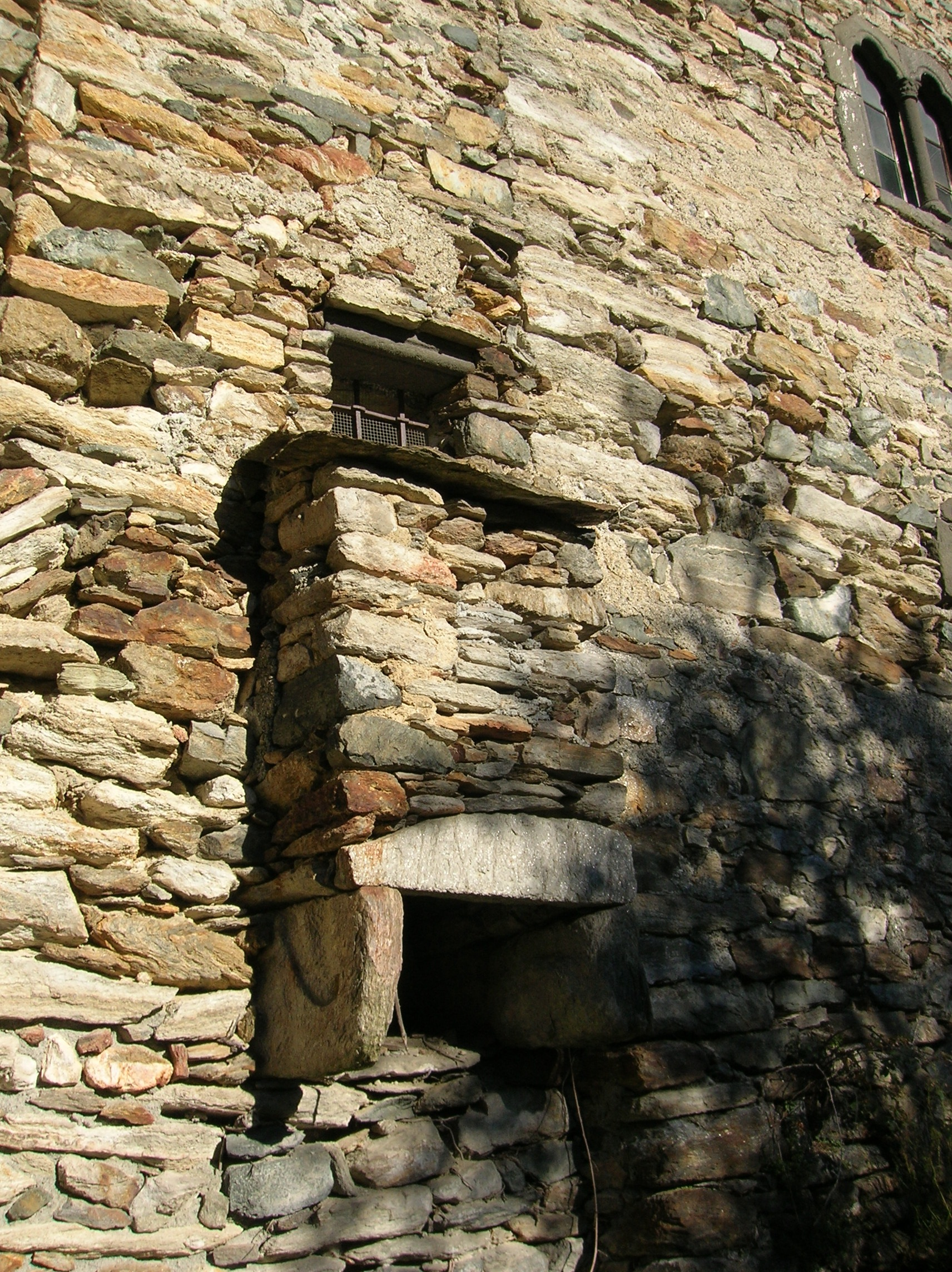
Dettaglio di una caditoia
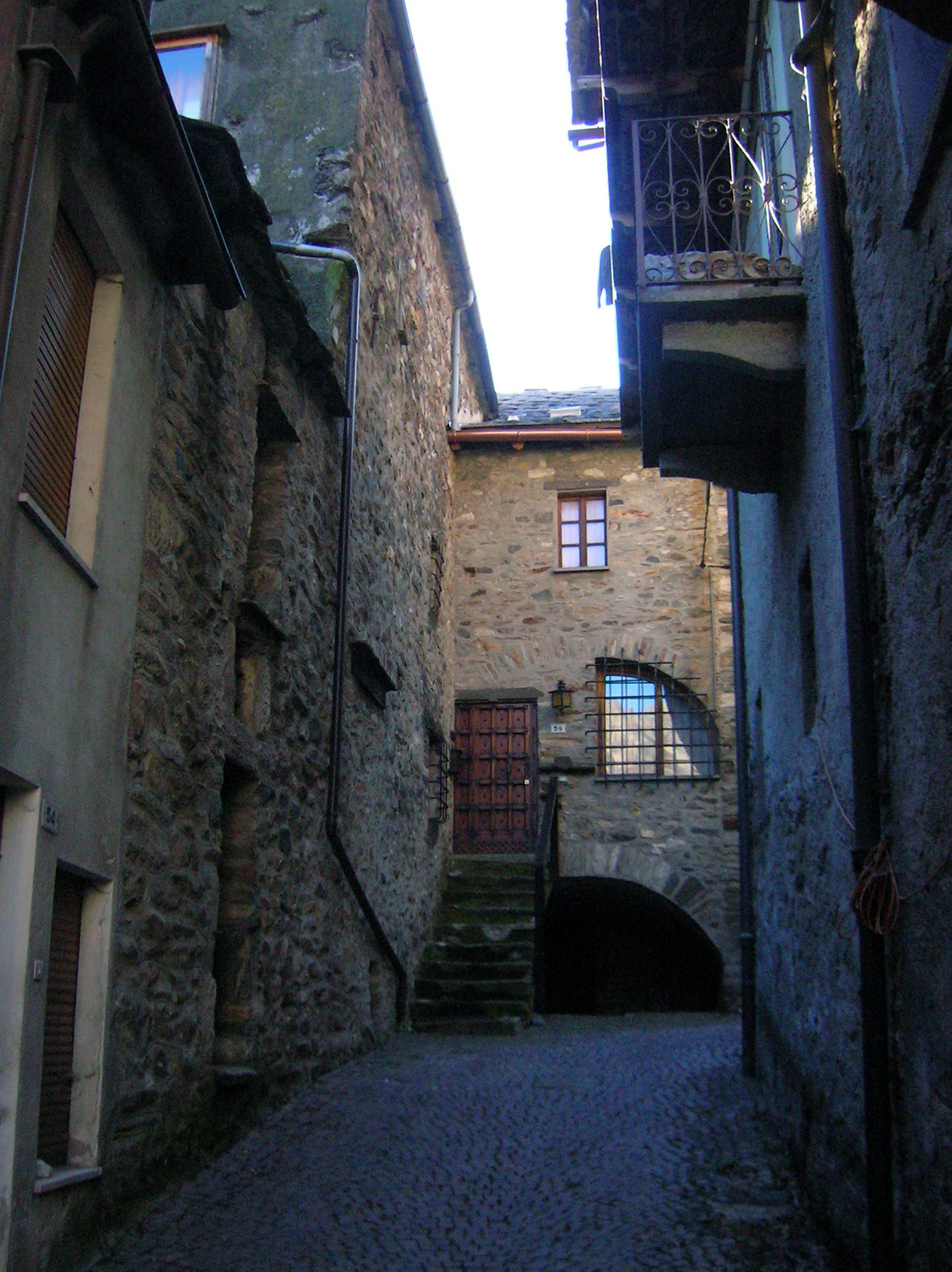
L'ingresso attuale
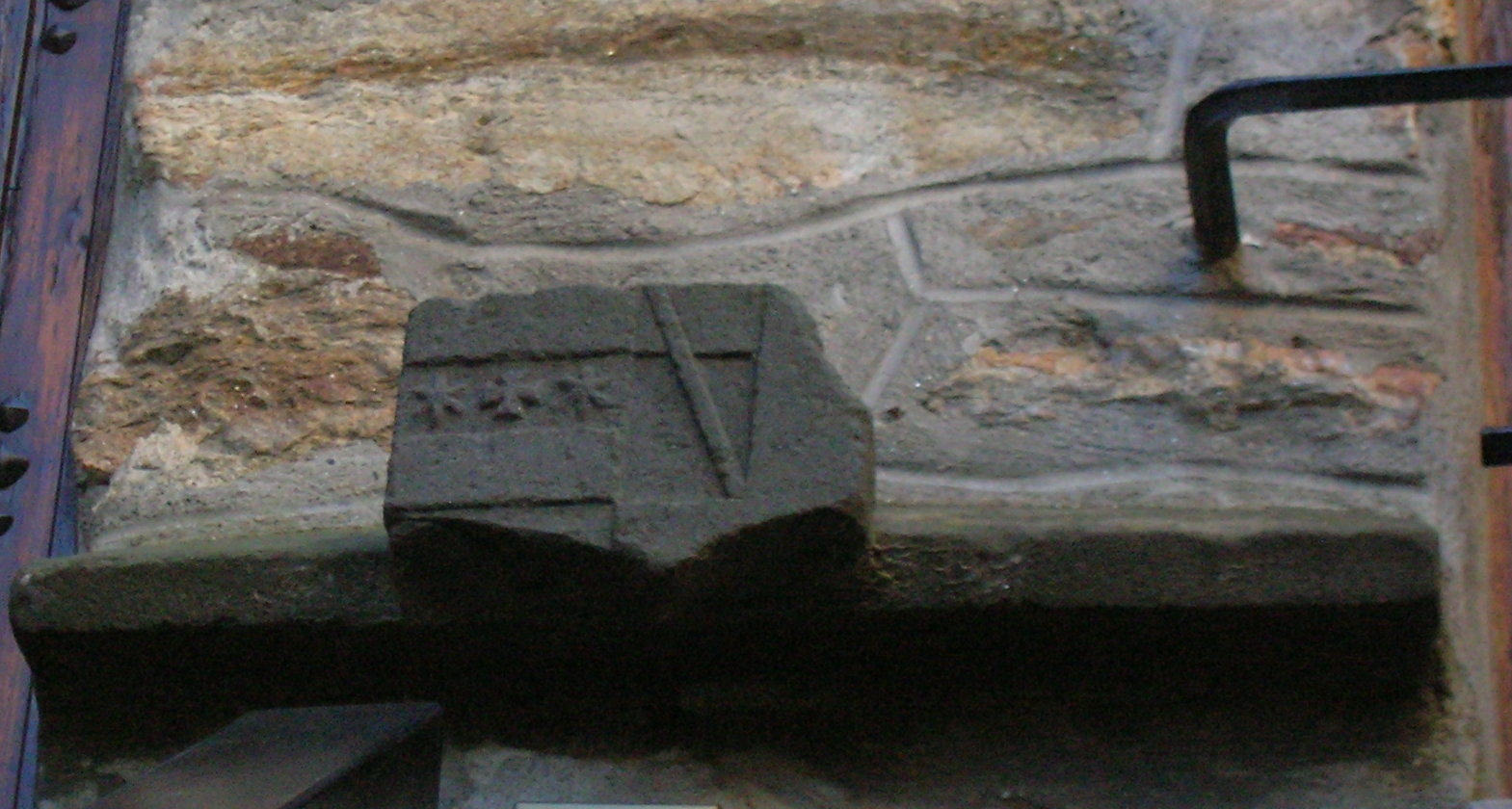
Dettaglio dello stemma a fianco all'ingresso
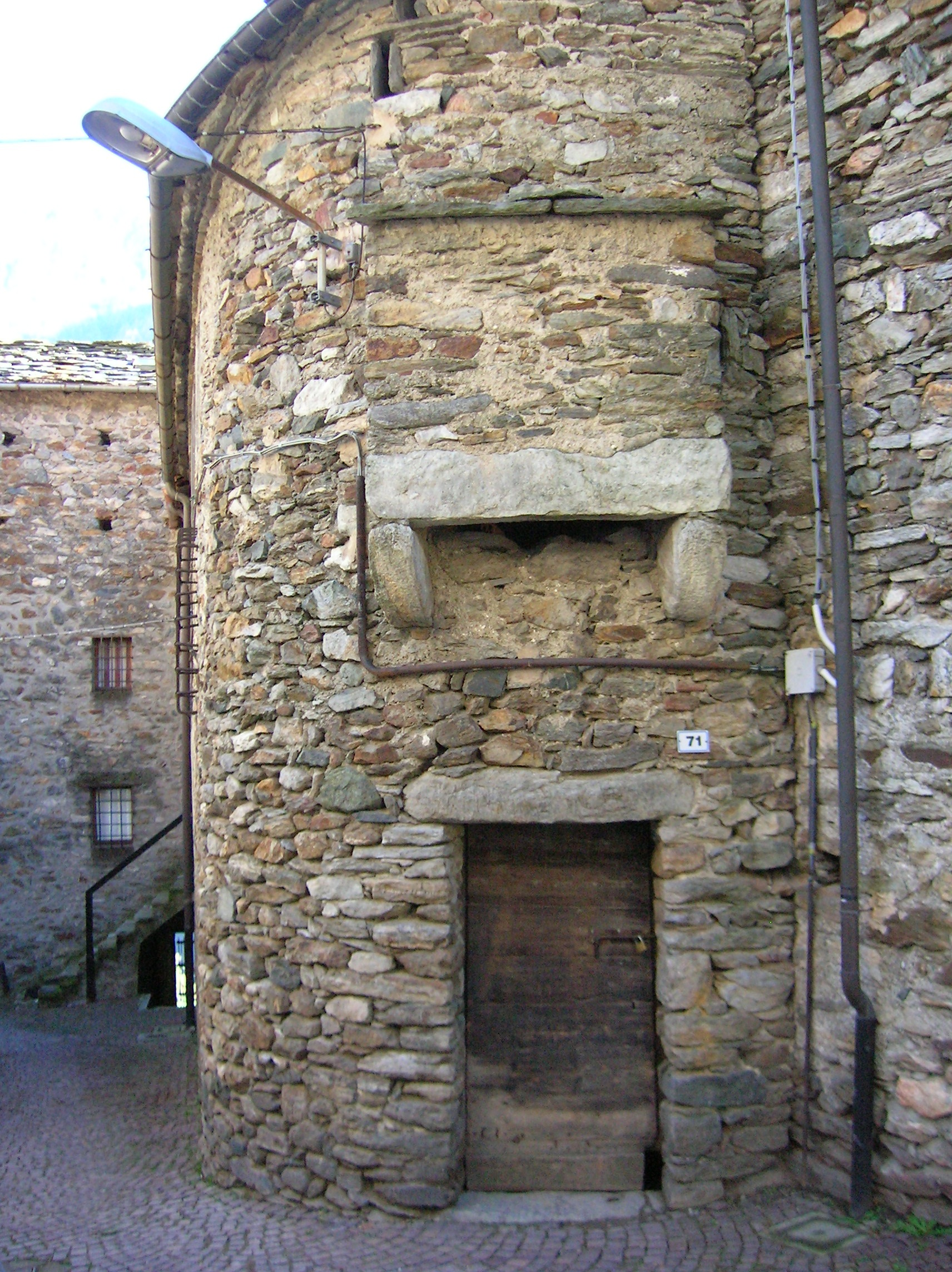
Caditoia sul portone